# Shout It Out Loud
Shout It Out Loud je píseň americké rockové skupiny Kiss vydaná na albu Destroyer. Píseň vyšla jako singl tohoto úspěšného alba skupiny. Song se umístil v hitparádě Billboard Hot 100 ,a v Kanadě se dne 22. května 1976 stal číslem 1. což se skupině podařilo poprvé.

## Další výskyt
„Shout It Out Loud“ se objevila na následujících albech Kiss:
- Destroyer - originální studiová verze
- Alive II - koncertní verze
- Killers - studiová verze
- Smashes, Thrashes & Hits - studiová verze
- Alive III - demo verze
- You Wanted the Best, You Got the Best!! - koncertní verze
- Greatest Kiss - studiová verze
- The Box Set - studiová verze
- The Very Best of Kiss - Alive! verze
- Kiss Symphony: Alive IV - studiová verze
- Gold - studiová verze
- Kiss Alive! 1975–2000 - studiová verze

## Umístění
| Singl                      | Hitparáda(1976)      | Umístění |
| -------------------------- | -------------------- | -------- |
| "Shout It Out Loud"        | US Billboard Hot 100 | 31       |
| "Shout It Out Loud"        | Švédsko              | 16       |
| "Shout It Out Loud"        | Nový Zéland          | 40       |
| "Shout It Out Loud"        | Kanada               | 1        |
| "Shout It Out Loud"        | Austrálie            | 45       |
| "Shout It Out Loud"        | Německo              | 32       |
| Singl                      | Hitparáda(1977)      | Umístění |
| "Shout It Out Loud (live)" | US Billboard Hot 100 | 54       |
| "Shout It Out Loud (live)" | Canada RPM100        | 74       |

| Singl               | Hitparáda(1976) | Výroční hitparáda |
| ------------------- | --------------- | ----------------- |
| "Shout It Out Loud" | Canada RPM100   | 27                |

## Sestava
- Paul Stanley – zpěv, rytmická kytara
- Gene Simmons – zpěv, basová kytara
- Ace Frehley – sólová kytara, basová kytara
- Peter Criss – zpěv, bicí, perkuse